# Makin’ a Move
Makin’ a Move ist ein Jazzalbum von Henry Threadgill. Die 1994 in den Electric Lady Studios, New York City, entstandenen Aufnahmen erschienen 1995 auf Columbia Records.

## Hintergrund
Mitte der 1990er-Jahre hatte der Saxophonist Henry Threadgill die Gelegenheit, drei Alben – Carry the Day (1994), Makin’ a Move und Where’s Your Cup? (1996) – für das damalige Major Label Columbia Records einzuspielen, obwohl nur wenige davon ausgingen, dass er eine langjährige Anstellung bei einem marktorientierten Major-Label genießen würde. Threadgill verfolgte jedoch weiterhin sein stark stilisiertes Handwerk, notierte Glenn Astarita, das aus kompliziert formulierten Arrangements bestand, die durch die pumpenartige Arbeit der Tubaisten Marcus Rojas und Edwin Rodriguez verfestigt wurden, während E-Gitarrist Brandon Ross mit seiner Spielhaltung für eine grobe Kantigkeit von Threadgills Musik sorgte.
Drei Stücke des Albums weichen von der Besetzung der regulären damaligen Threadgill-Band Very Very Circus ab, mit der für Makin’ a Move vier Titel aufgenommen wurden: In „Noisy Flowers“ spielte Threadgill mit den Gitarristen Ed Cherry, Ayodele Aubert, Brandon Ross und James Emery, in „Refined Poverty“ mit den Cellistinnen Akua Dixon Tourre, Diedre Murray und Michelle Kinney, in „The Mockingbird Sin“ mit den akustischen Gitarristen Ed Cherry, Brandon Ross und James Emery sowie Akua Dixon Tourre, Diedre Murray und Michelle Kinney; hinzu kam hier die Pianistin Myra Melford.

## Titelliste
- Henry Threadgill: Makin’ a Move (Columbia 481131 2)
  1. Henry Threadgill: Noisy Flowers 6:42
  2. Very Very Circus: Like It Feels 11:16
  3. Very Very Circus: Official Silence 8:54
  4. Henry Threadgill: Refined Poverty 9:04
  5. Very Very Circus: Make Hot And Give 7:56
  6. Henry Threadgill: The Mockingbird Sin 12:13
  7. Very Very Circus: Dirty In the Right Places 8:10
- Die Kompositionen stammen von Henry Threadgill.

## Rezeption
Glenn Astarita verlieh dem Album in AllMusic vier Sterne und schrieb, durchweg werde der Hörer mit Motiven verwöhnt, die die geometrisch konstruierten, musikalischen Linien des Bandleaders, die kraftvoll ausgeführten Polyrhythmen des Schlagzeugers Pheeroan Aklaff und die fast nüchternen Kammermusik-artigen Beiträge der Streicher, des Pianos und thematischen Variationen des Ensembles umfassen. Threadgill integriere auch marschartige Beats in sein ziemlich unterschiedliches Arsenal, da die Intensität der Band vielleicht mit einigen der produktivsten Rock-, Funk- oder Fusionbands der 1990er-Jahre mithalten könnte. Insgesamt bedeute Makin’ a Move einen weiteren faszinierenden Einblick in die exklusive Kunst Threadgills.
Richard Cook und Brian Morton zeichneten das Album mit dreieinhalb Sternen aus und schrieben in der achten Auflage des Penguin Guide to Jazz, Makin’ a Move enthalte ein letztes Mal Stücke von Very Very Circus, die sich mit Stücken einer von den Gitarren angetriebenen Band, geleitet von Myra Melford, abwechseln wurden. Der erste Eindruck werde von etwas verwirrender Vielfalt ohne konsequenten Fokus beeinträchtigt, so die Autoren; die so entstandene Bandbreite an Klängen und Stilen sei jedoch bei mehrmaligen Hören weniger irritierend. Dennoch sei dies eine der am stärksten durchorganisierten Threadgill-Platten, nicht ganz thematisch oder programmatisch, aber verbunden durch Bill Laswells Produktion und ein sorgfältig begrenztes Spektrum musikalischer Ideen. Dies sei, so das Resümée der Autoren, ganz bestimmt eine Platte, die Zeit und Geduld abverlange.